# Mapania minor
Mapania minor là loài thực vật có hoa trong họ Cói. Loài này được (Nelmes) J.Raynal mô tả khoa học đầu tiên năm 1965.